# Ekspresjonizm (kinematografia)

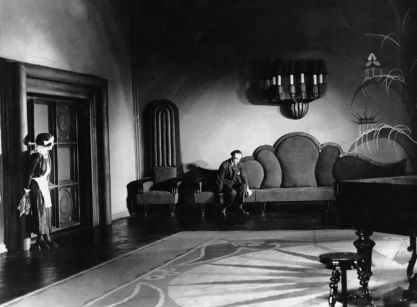
Kadr z filmu Ręce Orlaka (1924)

Ekspresjonizm – nurt w kinematografii niemieckiej, którego początki sięgają roku 1913, kiedy to powstał Student z Pragi w reżyserii Stellana Rye. Scenariusz tego filmu nawiązywał do romantycznej fantastyki i opowiadał historię młodego studenta, który sprzedał swoje odbicie w lustrze.
Jednak właściwe przyjście na świat tego kierunku dokonało się po I wojnie światowej w 1919 r., kiedy Robert Wiene nakręcił Gabinet doktora Caligari. Film uzyskał niezwykłą oprawę plastyczną, dzięki czemu okazał się wówczas dziełem zupełnie wyjątkowym. Scenerię przedstawionych wydarzeń tworzą bowiem sztuczne scenografie autorstwa trzech malarzy ekspresjonistów: Waltera Reimanna, Hermanna Warma i Waltera Röhriga. Na scenografię składają się wymalowane płaszczyzny świadomie wystylizowane, deformujące rzeczywistość, pełne krzywizn i załamań perspektywy. Efekt plastyczności dopełnia malarska kontrastowość czerni i bieli.
Zgodnie z wpływami literackimi reżyserzy-ekspresjoniści sięgali często po historie niesamowite, z wątkami irracjonalnymi bądź tylko z kryminalnym, ale zawsze przyprawione elementami tajemniczości i mrocznej aury. Twórcy ekspresjonistyczni w pełni docenili możliwości ekranu, traktując go - jak malarze płótno - jako przestrzeń do świadomego zapełnienia. Ich wizytówką stała się niezwykła umiejętność kompozycji kadru. Ekspresjonistów wcale nie interesował montaż, czasami filmy wydawały się być statycznymi, bowiem była to zwykła zmiana zdjęć. Firmowym znakiem ekspresjonizmu okazały się cienie przedmiotów i ludzi.
W estetyce filmu ekspresjonistycznego niepoślednią rolę odegrał Max Reinhardt i jego teatralne koncepcje. Ten austriacki reżyser pracujący na niemieckich scenach był jednym z wielkich reformatorów teatru europejskiego XX wieku. Wprowadził inscenizacyjne projekty, na przykład nowatorskie zastosowanie oświetlenia czy wykorzystanie grup statystów w charakterze żywej scenografii, zwłaszcza w spektaklach wystawianych w wielkich przestrzeniach, np. w cyrku. Wyraźny wpływ Reinhardta odnaleźć można w pracach Fritza Langa.
Fritz Lang razem z Friedrichem Wilhelmem Murnau uchodzą za najwybitniejszych przedstawicieli niemieckiego ekspresjonizmu. W ich twórczości można odnaleźć najważniejsze cechy nurtu: upodobanie do tajemniczych, wywiedzionych z ducha romantyzmu historii. Ale między nimi istniała też pewna różnica, bowiem Murnau lubił wychodzić w plener, Lang z kolei kręcił zazwyczaj w atelier, lubił stylizacje kadru, monumentalne formy.
W niemieckim kinie ekspresjonistycznym istniały dwa nurty: nurt społeczno-psychologiczny i nurt fantastyczny.
Nurt społeczno-psychologiczny określany w Niemczech mianem Kammerspielfilm – opowiadał o kłopotach, samotności, samobójstwach, obłędach i tragediach rodzinnych. Piętnował obojętność świata wobec ludzkich problemów. Ogólnie cechowała go niewiara w człowieka. Najważniejsze z nich to:
- Schody kuchenne (Hintertreppe) – reż. Leopold Jessner i Paul Leni, 1921 – opowieść o dziewczynie sądzącej, że jej ukochany zapomniał o niej i listonoszu, który niszczy listy od niego. W finale kaleki listonosz zabija siekierą swego rywala, a dziewczyna rzuca się z okna.
- Szyny (Scherben) reż. Lupu Pick, 1921 – dziewczyna zostaje zgwałcona przez nadzorcę kolei. Jej ojciec, podwładny nadzorcy postanawia pomścić swoją córkę, morduje gwałciciela, a matka z rozpaczy wpada w obłęd.
- Noc Sylwestrowa (Sylvester) – reż. Lupu Pick, 1924 – właściciel małej restauracji popełnia samobójstwo.
- Portier z hotelu Atlantic (Der Letzte Mann) – reż. Friedrich Wilhelm Murnau, 1924 – historia starego portiera, dumnego ze swej pozycji, który pewnego dnia zostaje zdegradowany i przydzielony do obsługi toalet. Wielka kreacja Emila Janningsa.

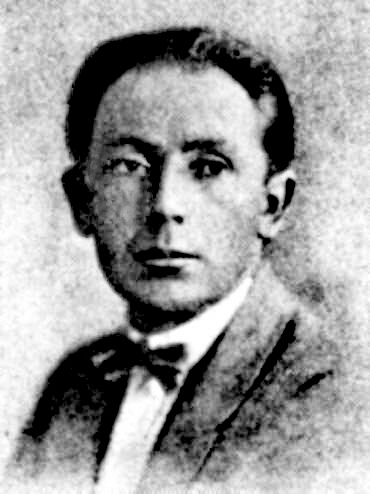
Friedrich Wilhelm Murnau

Nurt fantastyczny – najczęściej filmy grozy, spowite aurą tajemniczości, obłędu, z pojawiającymi się zjawami, koszmarami nocnymi i atmosferą opadającą na bohatera niczym sieć pajęcza. Najważniejsze z nich to:
- Student z Pragi (Der Student von Prag), reż. Stellan Rye, 1913 – student Balduin sprzedaje swe odbicie w lustrze czarownikowi, ten zaś wykorzystuje zdobycz do stworzenia sobowtóra, który zrujnuje życie nieszczęśnika.
- Gabinet doktora Caligari (Das Kabinett des Dr. Caligari), reż. Robert Wiene, 1919 – bohater, Franz, opowiada o swych przeżyciach związanych z doktorem Caligari, który dniem występuje jako sztukmistrz na jarmarkach, a nocą zaś wysyła swe medium, Cesara, by dokonywał zbrodni.
- Golem (Der Golem, wie er in die Welt kam), reż. Paul Wegener i Carl Boese, 1920 – legenda o stworzeniu w Pradze przez rabina Loewe Golema i jego niszczycielskich zapędach.
- Głowa Janusa (Der Januskopf), reż. Friedrich Wilhelm Murnau, 1920 – adaptacja opowiadania Stevensona.
- Zmęczona śmierć (Der Müde Tod), reż. Fritz Lang, 1921 – są to cztery opowieści o śmierci i nieuchronności przeznaczenia (Opowieść niemiecka, Opowieść arabska, Opowieść wenecka, Opowieść chińska).
- Nosferatu – symfonia grozy (Nosferatu, eine Symphonie des Grauens), reż. Friedrich Wilhelm Murnau, 1922 – jest to lekko zmieniona historia Drakuli. W mieście wybucha epidemia dżumy, zawleczona na statku, którym ze swojego zamku w Karpatach przypłynął Nosferatu. Jest wampirem – w dzień śpi w trumnie, działa tylko nocą, wysysając krew.
- Doktor Mabuse (Dr. Mabuse, der Spieler - Ein Bild der Zeit), reż. Fritz Lang, 1922 – historia pojedynku inspektora Norberta von Wencka z demonicznym szefem gangu morderców, tytułowym doktorem Mabuse.
- Vanina Vanini (Vanina oder Die Galgenhochzeit), reż. Arthur von Gerlach, 1922 – opowieść o wymyślonym państwie rządzonym przez kalekiego, okrutnego władcę i o nieszczęśliwej miłości jego córki do przywódcy powstania.
- Ulica (Die Straße), reż. Karl Grune, 1923 – opowieść o błąkającym się mężczyźnie w mieście molochu.
- Cienie (Schatten - Eine nächtliche Halluzination) reż. Arthur Robison, 1923 – w pałacu odbywa się seans teatru cieni wykonywany przez tajemniczego mężczyznę, który wprowadza wszystkich w trans, by pogodzić żonę i męża.
- Gabinet figur woskowych (Das Wachsfigurenkabinett), reż. Paul Leni, 1924 – młodzieniec pracujący w gabinecie figur woskowych wymyśla historie z nimi związane przekształcające się w rzeczywistość.
- Nibelungi (Die Niebelungen), reż. Fritz Lang, 1924 – fantastyczna legenda germańska.
- Metropolis (Metropolis), reż. Fritz Lang, 1926 – opisuje wydarzenia w roku dwutysięcznym. Terenem akcji jest miasto Metropolis, w którym na powierzchni żyje klasa rządząca, w podziemiach zaś niewolniczo pracują robotnicy.
- Faust (Faust – Eine deutsche Volkssage), reż. Friedrich Wilhelm Murnau, 1926 – adaptacja niemieckiej legendy o Fauście, sprzedającym duszę diabłu.
- M – Morderca (M), reż. Fritz Lang, 1931 – kiedy policja nie może złapać mordercy dzieci, wkraczają inni przestępcy. Jeden z ostatnich filmów zaliczanych do nurtu kina ekspresjonistycznego.